# Druciatus ovisternus
Druciatus ovisternus är en tvåvingeart som beskrevs av Marshall 1995. Druciatus ovisternus ingår i släktet Druciatus och familjen hoppflugor.
Artens utbredningsområde är Dominikanska republiken. Inga underarter finns listade i Catalogue of Life.